# Александър Долгополов
Александър Долгополов (на украински: Олександр Олександрович Долгополов) е украински тенисист.

## Биография
Александър Долгополов е роден на 7 ноември 1988 г. в Киев, Украинска ССР, СССР.
Баща му също Александър е професионален тенисист за съветския отбор, а майка му е гимнастичка. Започва да играе тенис на 3 години, трениран от баща си. Баща му е бил треньор на Андрей Медведев, най-успешният украински тенисист до момента. В ранна възраст Долгополов живее по турнето с родителите си, пътува често и играе с тенисисти, като Андрей Медведев, Андре Агаси и Борис Бекер. Джим Къриър си спомня, как е удрял топки с Долгополов, когато е бил малко дете.
Той променя изписването на собственото си име към текущата форма през май 2010 г.

## Кариера
Александър Долгополов е професионален тенисист от 2006 г. Най-доброто му представяне в турнирите от големия шлем е четвъртфинал на Откритото първенство на Австралия през 2011 година. Достигна най-високо класиране в кариерата си на сингъл, като номер 13, през януари 2012 г.

## Кариерна статистика

### ATP финали (3 титли; 9 финала)
|        | П–З | Година | Турнир               | Клас      | Настилка   | Опонент         | Резултат           |
| ------ | --- | ------ | -------------------- | --------- | ---------- | --------------- | ------------------ |
| Загуба | 0–1 | 2011   | Брасил Оупън         | 250 серии | Клей       | Николас Алмагро | 3–6, 6–7(3–7)      |
| Победа | 1–1 | 2011   | Хърватия Оупън       | 250 серии | Клей       | Марин Чилич     | 6–4, 3–6, 6–3      |
| Загуба | 1–2 | 2012   | Бризбън Интернешънъл | 250 серии | Твърда     | Анди Мъри       | 1–6, 3–6           |
| Победа | 2–2 | 2012   | Вашингтон Оупън      | 500 серии | Твърда     | Томи Хаас       | 6–7(7–9), 6–4, 6–1 |
| Загуба | 2–3 | 2012   | Валенсия Оупън       | 500 серии | Твърда (з) | Давид Ферер     | 1–6, 6–3, 4–6      |
| Загуба | 2–4 | 2014   | Рио Оупън            | 500 серии | Клей       | Рафаел Надал    | 3–6, 6–7(3–7)      |
| Победа | 3–4 | 2017   | Аржентина Оупън      | 250 серии | Клей       | Кей Нишикори    | 7–6(7–4), 6–4      |
| Загуба | 3–5 | 2017   | Швеция Оупън         | 250 серии | Клей       | Давид Ферер     | 4–6, 4–6           |
| Загуба | 3–6 | 2017   | Шънджън Оупън        | 250 серии | Твърда     | Давид Гофен     | 4–6, 7–6(7–5), 3–6 |